# Ламар (Оклахома)
Ламар (енгл. Lamar) град је у америчкој савезној држави Оклахома.

## Демографија
По попису из 2010. године број становника је 158, што је 14 (-8,1%) становника мање него 2000. године.
| Група             | 2000.       | 2010.       |
| Белци             | 146 (84,9%) | 124 (78,5%) |
| Афроамериканци    | 1 (0,6%)    | 0 (0,0%)    |
| Азијати           | 0 (0,0%)    | 0 (0,0%)    |
| Хиспаноамериканци | 3 (1,7%)    | 2 (1,3%)    |
| Укупно            | 172         | 158         |